# Mihail Nazarenko
Mihail Nazarenko (oroszul: Михаил Назаренко, 1953. január 1. – 1993. május 13.) a Pripjaty-Film amatőr filmstúdió vezetője, Ljubov Szirota egykori munkatársa. A csernobili atomkatasztrófa után Pripjaty városának kitelepítéséről (1986. április 27.) készített történelmi jelentőségű filmfelvételek tőle származnak. Évekkel később a forgatás során elszenvedett nagymértékű sugárdózis következtében elhunyt.
Legendás felvételei számos dokumentumfilmben is szerepeltek azóta (főleg csak egyes részletek), de a legtöbbet talán a Porog című 1988-as szovjet filmben használták fel belőle.

## Filmjei
- Felejthetetlen (Незабываемое)
- Pripjaty város krónikája (Хроники города Припять)

## Külső hivatkozások
- “Threshold” – documentary about the Chernobyl disaster, featuring various poets, and singers from the town of Pripyat. Production Company: Dovzhenko Studios, 1988. Director: Rollan Sergienko. Script: Lyubov Sirota, Victor Grabovsky, Vladimir Shovkoshotny, etc. (in Russian –  "Porog"
- Дарина Пустовая: "Человек, который остался за кадром"